# جورج إتش أتكينسون
جورج إتش أتكينسون (بالإنجليزية: George H. Atkinson)‏ هو مبشر أمريكي، ولد في 10 مايو 1819 في نيوبوريبورت في الولايات المتحدة، وتوفي في 25 فبراير 1889 في بورتلاند في الولايات المتحدة.